# Iglesia de los Desamparados (Sanlúcar de Barrameda)
La Iglesia de Nuestra Señora de los Desamparados de Sanlúcar de Barrameda, propiedad de la Hermandad de la Santa Caridad, es un templo católico situado en el municipio español de Sanlúcar de Barrameda, en la andaluza provincia de Cádiz. Forma parte del Conjunto histórico-artístico y de la Ciudad-convento de Sanlúcar de Barrameda, declarada BIC desde 1994.

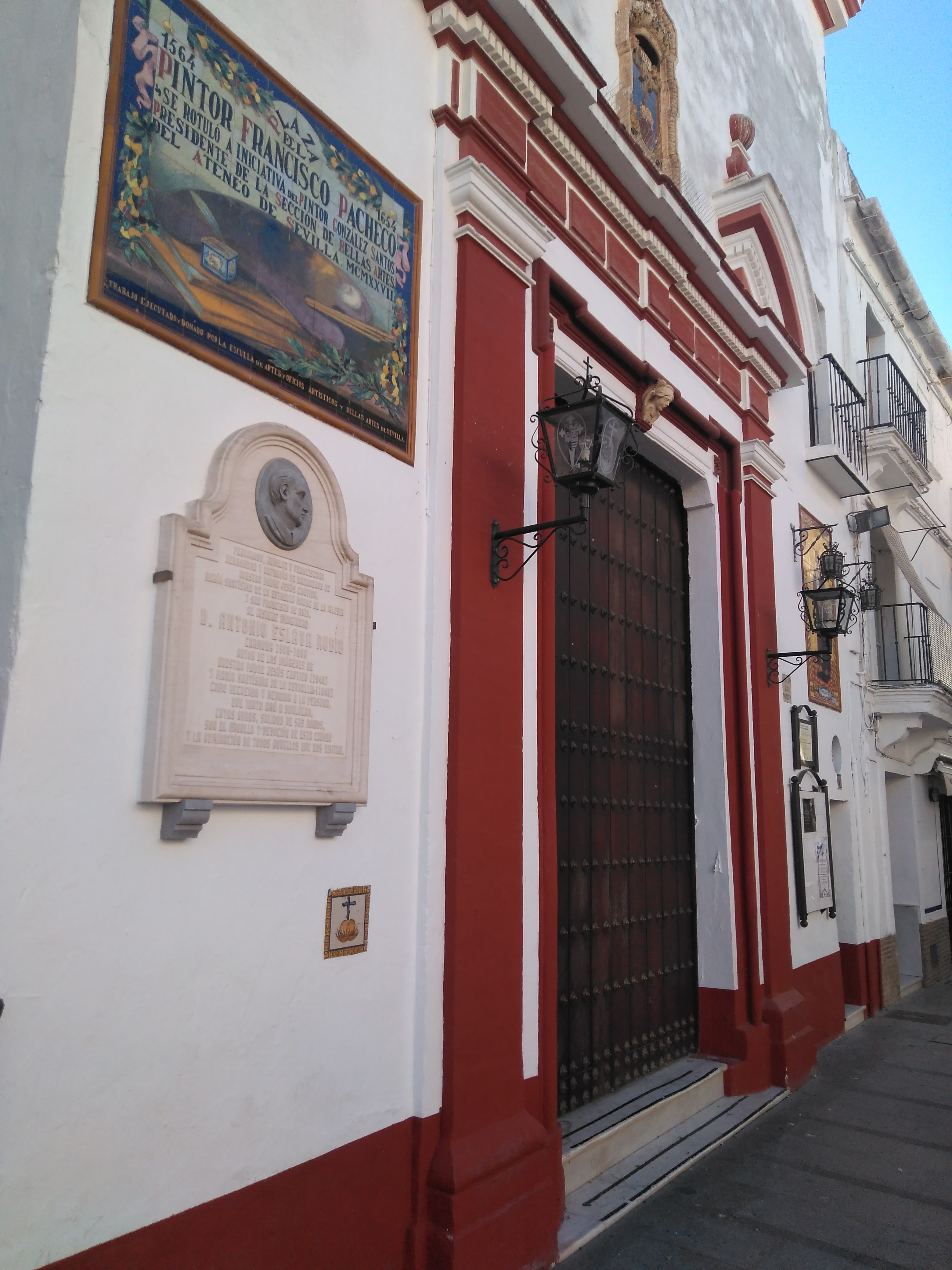
Iglesia de Nuestra Señora de los Desamparados

La Hermandad de la Santa Caridad, dedicada al transporte de enfermos, entierro de los pobres y ajusticiados y de decir misa por ellos, fue la sucesora de la Hermandad de las Obras de Misericordia, fundada en la época de la conquista de las Islas Canarias, posteriormente llamada, Hermandad de la Santa Caridad de Nuestro Señor Jesucristo, Nuestra Señora de los Desamparados y Orden de las Santas Obras de Misericordia, fundada el 11 de junio de 1441 en la Iglesia de la Trinidad. En 1628, cuando la iglesia de la Santísima Trinidad se convirtió en ayuda de la Parroquia de la O, se suspendió en ella la hospitalidad y las obras de misericordia, cuyo ejercicio se trasladó a unas casas contiguas donde se practicaron hasta 1641. 
En 1645 Alonso Pérez de Guzmán, hijo del VII duque de Medina Sidonia y Patriarca de las Indias, invitó a la cofradía a instalarse en la antigua Casa de la Jabonería vieja, sita en la calle San Juan, de su propiedad. En 1661 el Patriarca hizo donación definitiva del inmueble a favor de la hermandad. Los hermanos de la Caridad, mal avenidos con los eclesiásticos de la Trinidad, se trasladaron definitivamente en 1672 a la antigua Casa de la Mancebía que pasó a denominarse Casa de la Santa Caridad de Nuestra Señora de los Desamparados. En 1686 obtuvieron permiso para decir misa en el oratorio privado, en 1694 para sepultar en la casa, en 1695 para erigir una capilla y colocar una campana y en 1703 para que los pobres que llevaran a enterrar a la parroquia tuvieran derecho a la cruz alta en su entierro. 
En 1732, con el legado de Francisco Romero Don del Porte, se edificó la iglesia nueva y el alojamiento contiguo, que en 1758 todavía no estaba amueblada, estando la imagen de Nuestra Señora de los Desamparados todavía en la capilla del Hospital de la Santa Caridad, Catalina Romero Eón del Porte a su muerte en 1744 también dejó un importante legado a la cofradía. Los Romero Don del Porte donaron asimismo pinturas con  
escenas de la Pasión de Cristo de gran forma, la mayoría de las obras pictóricas de la Iglesia y donadas por esta familia pertenecen a un pintor sanluqueño denominado Antonio Borrego López. La Iglesia es de estilo Barroco con altares en madera de estilo Rococó, además de la Imagen Titular de la Hermandad y de la Iglesia, Nuestra Señora de los Desamparados, atribuida a Ignacio López en 1691, destacan los copatrones de la Ciudad, San Roque, San Sebastián y San Francisco de Paula. Es el único templo donde se encuentran los tres copatrones juntos, estos santos fueron designados en la Ciudad para protegerse en tiempos de la peste negra. Además podemos encontrar unos pequeños altares con un Nacimiento atribuido a Cristobal Ramos y un Calvario de estilo Genovés del siglo XVII. Destacar la imagen de la Inmaculada Concepción donada a la Hermandad por uno de los conventos femeninos desamortizados en la Ciudad y un Cristo de estilo filipinos del siglo XVII, la obra escultórica más antigua de la Hermandad.